# EIF3I
EIF3I (англ. Eukaryotic translation initiation factor 3 subunit I) – білок, який кодується однойменним геном, розташованим у людей на короткому плечі 1-ї хромосоми. Довжина поліпептидного ланцюга білка становить 325 амінокислот, а молекулярна маса — 36 502.
| 10         |  | 20         |  | 30         |  | 40         |  | 50         |
| ---------- |  | ---------- |  | ---------- |  | ---------- |  | ---------- |
| MKPILLQGHE |  | RSITQIKYNR |  | EGDLLFTVAK |  | DPIVNVWYSV |  | NGERLGTYMG |
| HTGAVWCVDA |  | DWDTKHVLTG |  | SADNSCRLWD |  | CETGKQLALL |  | KTNSAVRTCG |
| FDFGGNIIMF |  | STDKQMGYQC |  | FVSFFDLRDP |  | SQIDNNEPYM |  | KIPCNDSKIT |
| SAVWGPLGEC |  | IIAGHESGEL |  | NQYSAKSGEV |  | LVNVKEHSRQ |  | INDIQLSRDM |
| TMFVTASKDN |  | TAKLFDSTTL |  | EHQKTFRTER |  | PVNSAALSPN |  | YDHVVLGGGQ |
| EAMDVTTTST |  | RIGKFEARFF |  | HLAFEEEFGR |  | VKGHFGPINS |  | VAFHPDGKSY |
| SSGGEDGYVR |  | IHYFDPQYFE |  | FEFEA      |  |            |  |            |

A: Аланін

C: Цистеїн

D: Аспарагінова кислота

E: Глутамінова кислота

F: Фенілаланін

G: Гліцин

H: Гістидин

I: Ізолейцин

K: Лізин

L: Лейцин

M: Метіонін

N: Аспарагін

P: Пролін

Q: Глутамін

R: Аргінін

S: Серин

T: Треонін

V: Валін

W: Триптофан

Кодований геном білок за функцією належить до факторів ініціації. 
Задіяний у такому біологічному процесі як біосинтез білка. 
Локалізований у цитоплазмі.